# Cantilan
Cantilan (Bayan ng Cantilan) är en kommun i Filippinerna. Kommunen ligger på ön Mindanao, och tillhör provinsen Surigao del Sur. Folkmängden uppgår till 26 553 invånare.

## Barangayer
Cantilan är indelat i 17 barangayer.
| - Bugsukan - Buntalid - Cabangahan - Cabas-an - Calagdaan - Consuelo - General Island - Lininti-an (Pob.) - Lobo | - Magasang - Magosilom (Pob.) - Pag-Antayan - Palasao - Parang - San Pedro - Tapi - Tigabong |